# Udo Riglewski
Udo Riglewski (* 28. Juli 1966 in Lauffen am Neckar) ist ein ehemaliger deutscher Tennisspieler.

## Karriere
Von 1983 bis 1996 war Riglewski auf der ATP-Tour aktiv. Sein häufigster Partner im Doppel war Michael Stich, mit dem er vier Turniere (Basel, Wien, München, Memphis) gewann. Insgesamt stand er bei 20 Turnieren im Finale (u. a. Hamburg), zehn davon gewann er. Diese Erfolge brachten ihn in der Weltrangliste bis auf Platz 6 im Doppel (die bis dato höchste Platzierung eines Deutschen der Weltrangliste), im Einzel erreichte er als beste Platzierung Position 82.
Er war mehrfacher nationaler und internationaler Deutscher Meister. In der Bundesliga war er für ETuF Essen, Waldau Stuttgart, BW Neuss und GW Mannheim aktiv. Heute spielt er in der Herren 40-Mannschaft beim Club an der Alster in Hamburg, mit der er Deutscher Meister und Europameister wurde.
1996 und 1997 war er Turnierdirektor der ATP-WM in Hannover.
Er ist erster Vorsitzender des Vereins a chance for talents e. V. (gegr. 2000) zur Förderung sportlich talentierter Kinder und Jugendlicher aus sozial schwachen Verhältnissen.

## Erfolge
| Legende                      |
| Grand Slam                   |
| ATP-Weltmeisterschaft        |
| Tennis Masters Series        |
| Championship Series          |
| World Series Grand Prix (10) |
| ATP Challenger Tour (8)      |

| Siege nach Belag |
| Hartplatz (2)    |
| Rasen            |
| Sand (6)         |
| Teppich (2)      |

### Einzel

#### Turniersiege

##### Challenger Tour
| Nr. | Datum           | Turnier   | Belag   | Finalgegner          | Ergebnis      |
| --- | --------------- | --------- | ------- | -------------------- | ------------- |
| 1.  | 24. Januar 1988 | Heilbronn | Teppich | Michael Kupferschmid | 6:3, 6:7, 6:4 |

### Doppel

#### Turniersiege

##### ATP Tour
| Nr. | Datum            | Turnier | Belag         | Partner           | Finalgegner                         | Ergebnis      |
| --- | ---------------- | ------- | ------------- | ----------------- | ----------------------------------- | ------------- |
| 1.  | 23. Mai 1987     | Florenz | Sand          | Wolfgang Popp     | Paolo Canè Gianni Ocleppo           | 6:4, 6:3      |
| 2.  | 16. Juli 1988    | Båstad  | Sand          | Patrick Baur      | Stefan Edberg Niclas Kroon          | 6:7, 6:3, 7:6 |
| 3.  | 4. März 1989     | Nancy   | Teppich (i)   | Tobias Svantesson | João Cunha e Silva Eduardo Masso    | 6:4, 6:7, 7:6 |
| 4.  | 22. April 1989   | Nizza   | Sand          | Ricki Osterthun   | Heinz Günthardt Balázs Taróczy      | 7:6, 6:7, 6:1 |
| 5.  | 7. Oktober 1989  | Basel   | Hartplatz (i) | Michael Stich     | Omar Camporese Claudio Mezzadri     | 6:3, 4:6, 6:0 |
| 6.  | 5. Mai 1990      | München | Sand          | Michael Stich     | Petr Korda Tomáš Šmíd               | 6:1, 6:4      |
| 7.  | 26. Mai 1990     | Bologna | Sand          | Gustavo Luza      | Jérôme Potier Jim Pugh              | 7:6, 4:6, 6:1 |
| 8.  | 23. Juni 1990    | Genua   | Sand          | Tomás Carbonell   | Cristiano Caratti Federico Mordegan | 7:6, 7:6      |
| 9.  | 20. Oktober 1990 | Wien    | Teppich (i)   | Michael Stich     | Jorge Lozano Todd Witsken           | 6:4, 6:4      |
| 10. | 24. Februar 1991 | Memphis | Hartplatz (i) | Michael Stich     | John Fitzgerald Laurie Warder       | 7:5, 6:3      |

##### Challenger Tour
| Nr. | Datum             | Turnier          | Belag         | Partner         | Finalgegner                          | Ergebnis      |
| --- | ----------------- | ---------------- | ------------- | --------------- | ------------------------------------ | ------------- |
| 1.  | 5. Oktober 1986   | Athen            | Hartplatz     | Wolfgang Popp   | Stefan Svensson Lars-Anders Wahlgren | 2:6, 6:2, 7:6 |
| 2.  | 30. November 1986 | Valkenswaard (1) | Teppich (i)   | Wolfgang Popp   | Michiel Schapers Freddie Sauer       | 0:6, 6:4, 6:1 |
| 3.  | 24. Januar 1988   | Heilbronn        | Teppich (i)   | Jaromir Becka   | Axel Hornung Andreas Lesch           | 7:6, 4:6, 6:2 |
| 4.  | 20. November 1988 | Valkenswaard (2) | Teppich (i)   | Patrick Baur    | Wojciech Kowalski Christian Saceanu  | 3:6, 6:4, 6:3 |
| 5.  | 19. November 1989 | Valkenswaard (3) | Teppich (i)   | Tom Nijssen     | Karel Nováček Marián Vajda           | 4:6, 6:2, 6:1 |
| 6.  | 7. Juni 1992      | Fürth            | Sand          | Rüdiger Haas    | Brian Joelson Bertrand Madsen        | 6:1, 6:3      |
| 7.  | 18. Dezember 1994 | Köln             | Hartplatz (i) | Alexander Mronz | Pat Cash Jörn Renzenbrink            | 6:4, 6:2      |

#### Finalteilnahmen
| Nr. | Datum            | Turnier      | Belag         | Partner        | Finalgegner                  | Ergebnis      |
| --- | ---------------- | ------------ | ------------- | -------------- | ---------------------------- | ------------- |
| 1.  | 11. Februar 1990 | Mailand      | Teppich (i)   | Tom Nijssen    | Omar Camporese Diego Nargiso | 4:6, 4:6      |
| 2.  | 4. März 1990     | Memphis      | Hartplatz (i) | Michael Stich  | Darren Cahill Mark Kratzmann | 5:7, 2:6      |
| 3.  | 4. März 1990     | Hamburg      | Sand          | Michael Stich  | Sergi Bruguera Jim Courier   | 6:7, 2:6      |
| 4.  | 15. Juli 1990    | Båstad       | Sand          | Jan Gunnarsson | Ronnie Båthman Rikard Bergh  | 1:6, 4:6      |
| 5.  | 26. August 1990  | Long Island  | Hartplatz     | Michael Stich  | Guy Forget Jakob Hlasek      | 6:2, 3:6, 4:6 |
| 6.  | 17. Februar 1991 | Philadelphia | Teppich (i)   | Michael Stich  | Rick Leach Jim Pugh          | 4:6, 4:6      |
| 7.  | 25. Oktober 1992 | Wien         | Teppich (i)   | Kent Kinnear   | Ronnie Båthman Anders Järryd | 3:6, 5:7      |
| 8.  | 4. April 1993    | Estoril      | Sand          | Menno Oosting  | David Adams Andrei Olchowski | 3:6, 5:7      |
| 9.  | 10. Oktober 1993 | Toulouse     | Hartplatz (i) | David Prinosil | Byron Black Jonathan Stark   | 5:7, 6:7      |
| 10. | 6. März 1994     | Kopenhagen   | Teppich (i)   | David Prinosil | Martin Damm Brett Steven     | 3:6, 4:6      |

## Privates
Von 2015 bis August 2019 war Riglewski mit der FDP-Politikerin Katja Suding liiert.